# Nina Behar

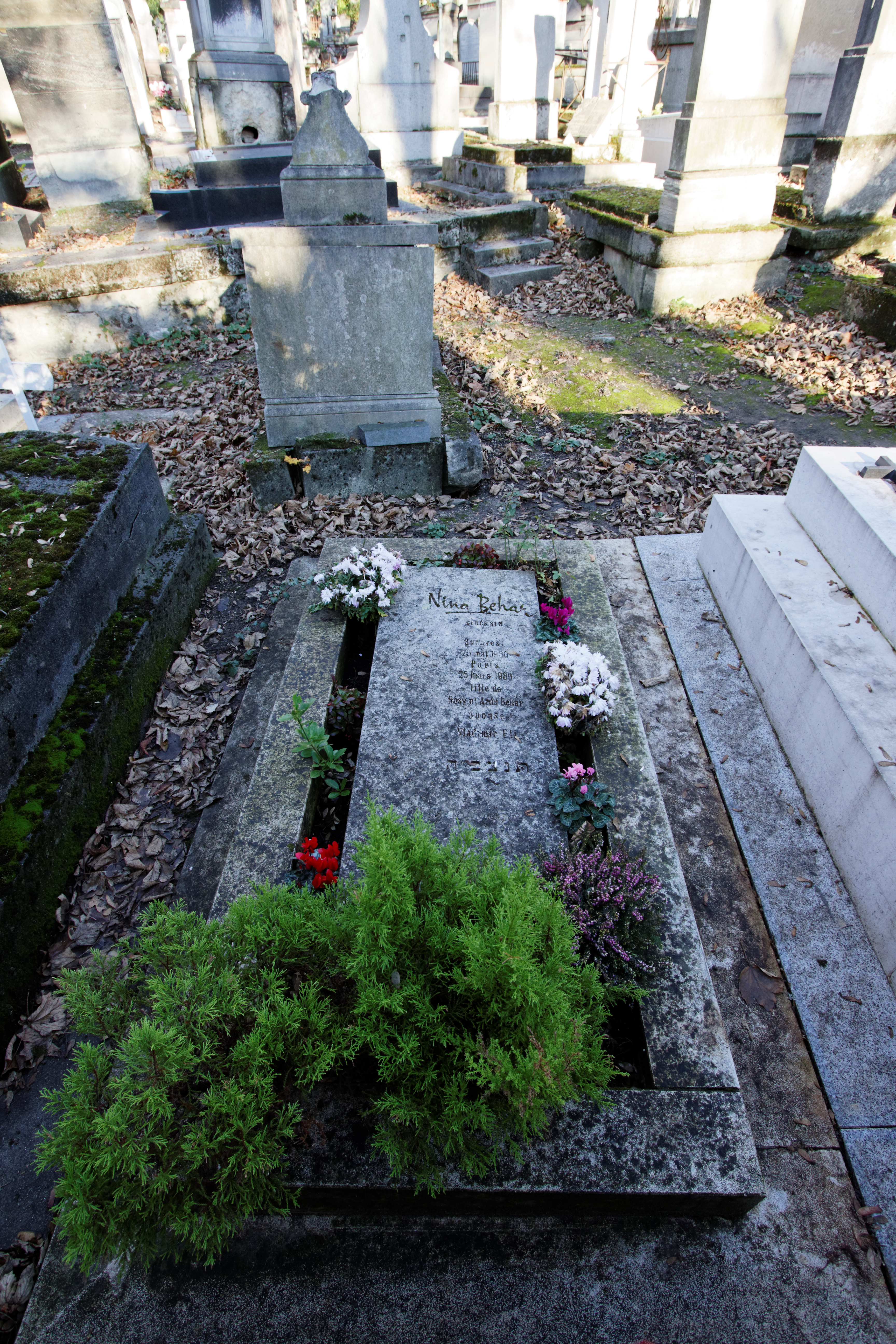
Cimitirul Père-Lachaise

Nina Behar (n. 25 mai 1930, București - d. 25 martie 1989, Paris) a fost o regizoare de filme documentare română.

### Biografie
În anul 1955 a absolvit Institutul Unional de Cinematografie din Moscova. În 2009 este publicată postum teza doctorat „Filmul despre artă, arta despre artă”.
În perioada comunistă va emigra în Israel (1974-1979), apoi în Franța (1979).

## Filmografie
- Luchian (1958)
- Aici București (1959)
- Mamaia (1962)
- Itinerar (1963)
- Muzeul satului (1963)
- Un artist acuză o lume (1964)
- Artă monumentală (1965)
- Universuri picturale (1965)
- Vacanța la Mamaia (1966)
- Și multă, multă fantezie (1966)
- Pictorul Ghiață (1967)
- Pallady (Pagini de jurnal) (1967)
- Mâinile pictorului (1967)
- Lucian Grigorescu (1968)
- Zoonoze (1968)
- Muzica mai presus de orice (1969)
- Expozitia de arta plastica la a 25-a aniversare a eliberarii patriei (1969)
- Protecția muncii în fabricarea clorului (1969)
- Cultura legumelor (1970)
- Cântata profană (1972)
- A privi un tablou (1972)
- Valori arhitecturale românești (1972)
- Orașul și oamenii săi (1972)
- Gheorghe Petrașcu (1973)
- Slănicul Moldovei (1973)
- Cinci pictori contemporani (1973)
- Simeze (1974)

## Premii
- Festivalul internațional al filmului de arhitectură –  Arta monumentală (Paris, 1965, )
- Vacanța la Mamaia (Lausanne, 1966)
- Muzica mai presus de orice (Veneția, 1969)

1. ↑  Marcu, George (2017). Femei de seamă din România. De ieri și de azi. Meronia. p. 68.